# زاك كرولي
زاك كراولي (بالإنجليزية: Zak Crawley)‏هو محترف إنجليزي [[لعبة الكريكيت من مواليد 3 فبراير 1998 وهو يلعب في نادي مقاطعة كينت. يلعب لصالح فريق إنجلترا الكريكت ، بعد أن لعب أيضًا يوم واحد الدولي لفترة قصيرة.
قدم كرولي أول مباراة دولية له مع إنجلترا في نوفمبر [2019] في المباراة التجريبية الثانية فريق الكريكيت الإنجليزي في نيوزيلندا في 2019-20 | جولة إنجلترا في نيوزيلندا. بعد حصوله على 267 مرة في عام 2020 ، تم اختياره كواحد من أفضل اللاعبين في إصدار 2021 من Wisden the almanack.